# Yūichi Nakamura (Synchronsprecher)

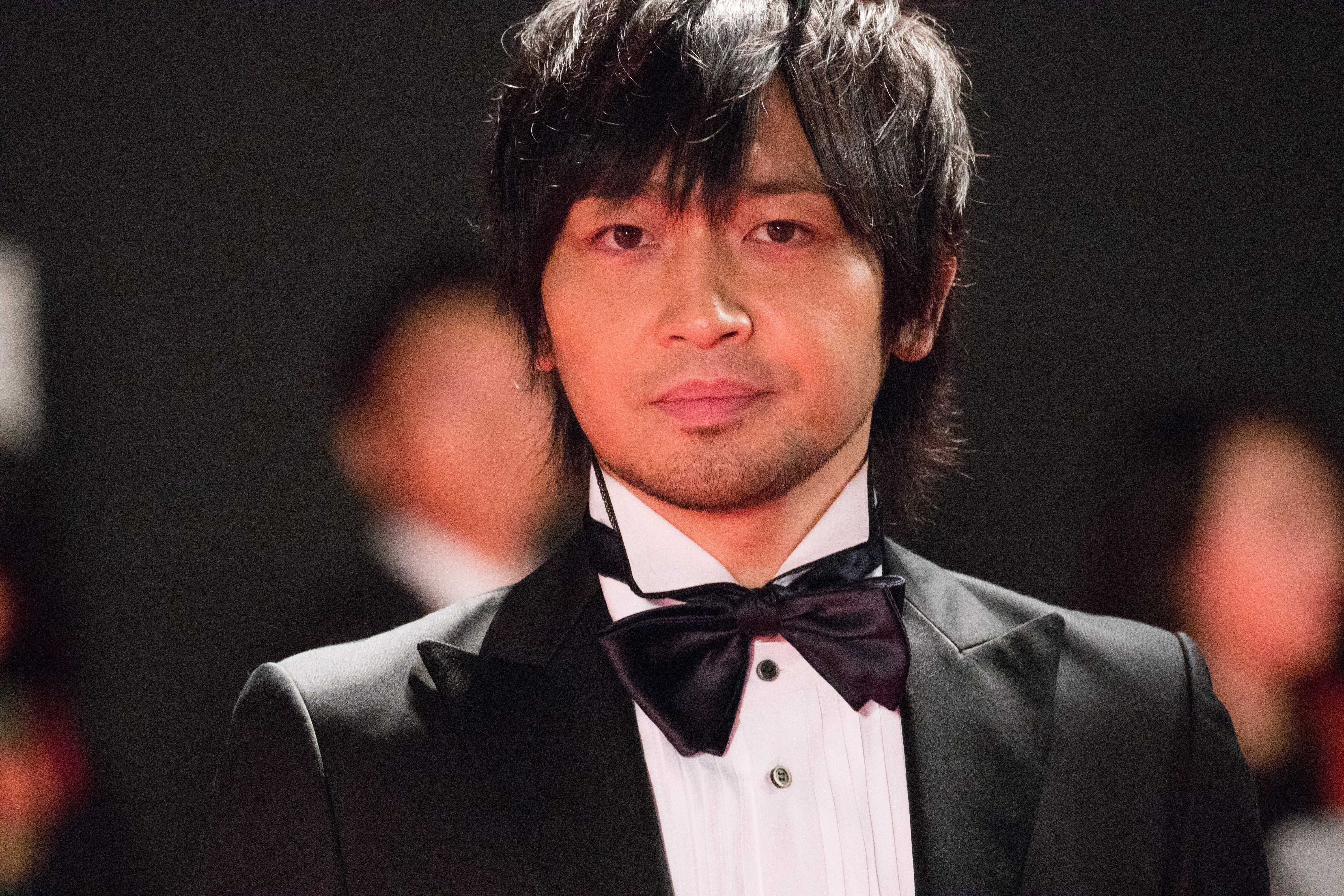
Yūichi Nakamura

Yūichi Nakamura (jap. 中村 悠一, Nakamura Yūichi; * 20. Februar 1980 in der Präfektur Kagawa, Japan) ist ein japanischer Seiyū, der bei Sigma Seven unter Vertrag steht.

## Synchronrollen
Folgende Haupt- und Titelrollen sprach Yūichi Nakamura:
| Serie                                            | Rollenname                   |
| ------------------------------------------------ | ---------------------------- |
| Basquash!                                        | Iceman Hotty                 |
| Big Windup!                                      | Takaya Abe                   |
| Bihada Ichizoku                                  | Gō Minamoto                  |
| Boku no Hero Academia                            | Takami Keigo                 |
| Clannad                                          | Tomoya Okazaki               |
| Dance in the Vampire Bund                        | Akira Kaburagi Regendorf     |
| Dr. Stone                                        | Tsukasa Shishio              |
| Durarara!!                                       | Kadota Kyohei                |
| Engage Planet Kiss Dum                           | Syū Nanao                    |
| Fullmetal Alchemist: Brotherhood                 | Ling Yao / Greed             |
| Gekkan Shōjo Nozaki-kun                          | Umetarō Nozaki               |
| Guilty Crown                                     | Gai Tsutsugami               |
| Haikyū!!                                         | Tetsurou Kuroo               |
| Hyouka                                           | Hōtarō Oreki                 |
| Fairy Tail                                       | Gray Fullbuster              |
| Maid-sama                                        | Ryuunosuke Kurosaki          |
| Kimi ni Todoke                                   | Ryū Sanada                   |
| Koi to Senkyo to Chocolate                       | Yuuki Oojima                 |
| Kono Aozora ni Yakusoku o - Yōkoso Tsugumi Ryō e | Wataru Hoshino               |
| Kurogane no Linebarrel                           | Reiji Moritsugu              |
| Macross Frontier                                 | Alto Saotome                 |
|                                                  | Graham Aker / Mister Bushido |
| Neo Angelique Abyss                              | Jet                          |
| Ore no Imōto ga Konna ni Kawaii Wake ga Nai      | Kyōsuke Kōsaka               |
| Osomatsu-san                                     | Karamatsu                    |
| Owari no Seraph                                  | Ichinose Guren               |
| Ramen Fighter Miki                               | Akihiko Ohta                 |
| Rokuhōdō Yotsuiro Biyori                         | Tokitaka                     |
| Sekai-ichi Hatsukoi                              | Hatori Yoshiyuki             |
| Shangri-La                                       | Retto Imaki                  |
| Shinmai Maō no Testament                         | Basara Tōjō                  |
| Shugo Chara!                                     | Ikuto Tsukiyomi              |
| Sweetness and Lightning                          | Kōhei Inuzuka                |
| Tatakau Shisho - The Book of Bantorra            | Volken                       |
| Tokyo Marble Chocolate                           | Yamada                       |
| Wagaya no Oinari-sama                            | Kūgen Tenko                  |
| Zettai Karen Children                            | Kōichi Minamoto              |
| Itsuka Tenma no Kuro Usagi                       | Kurenai Gekkou               |
| JoJo no Kimyō na Bōken                           | Bruno Bucciarati             |
| Jujutsu Kaisen                                   | Gojo Satoru                  |

## Radio
Mit dem Ende der Webadio-Show Radio Macross, das vom 4. Januar bis 28. März 2008 beim Webradio-Betreiber Onsen gestreamt wurde, führte Yūichi Nakamura (Seiyū) zusammen mit den Seiyū-Kollegen der Serie Macross Frontier Megumi Nakajima und Hiroshi Kamiya seit dem 4. April 2008 durch die Sendung Macross F ○☆△, die zuvor als Macross F ○※△ gestartet wurde und dann vor ihrer letzten Umbenennung am 3. April 2009 zuvor schon am 3. Oktober 2008 den Namen Macross F ○×△ trug.